# 東照寺 (尾花沢市)
東照寺（とうしょうじ）は、山形県尾花沢市富山にある寺院である。

## 歴史
- 1590年（天正18年）に創建。